# イフィゲニア・マルティネス・イ・エルナンデス

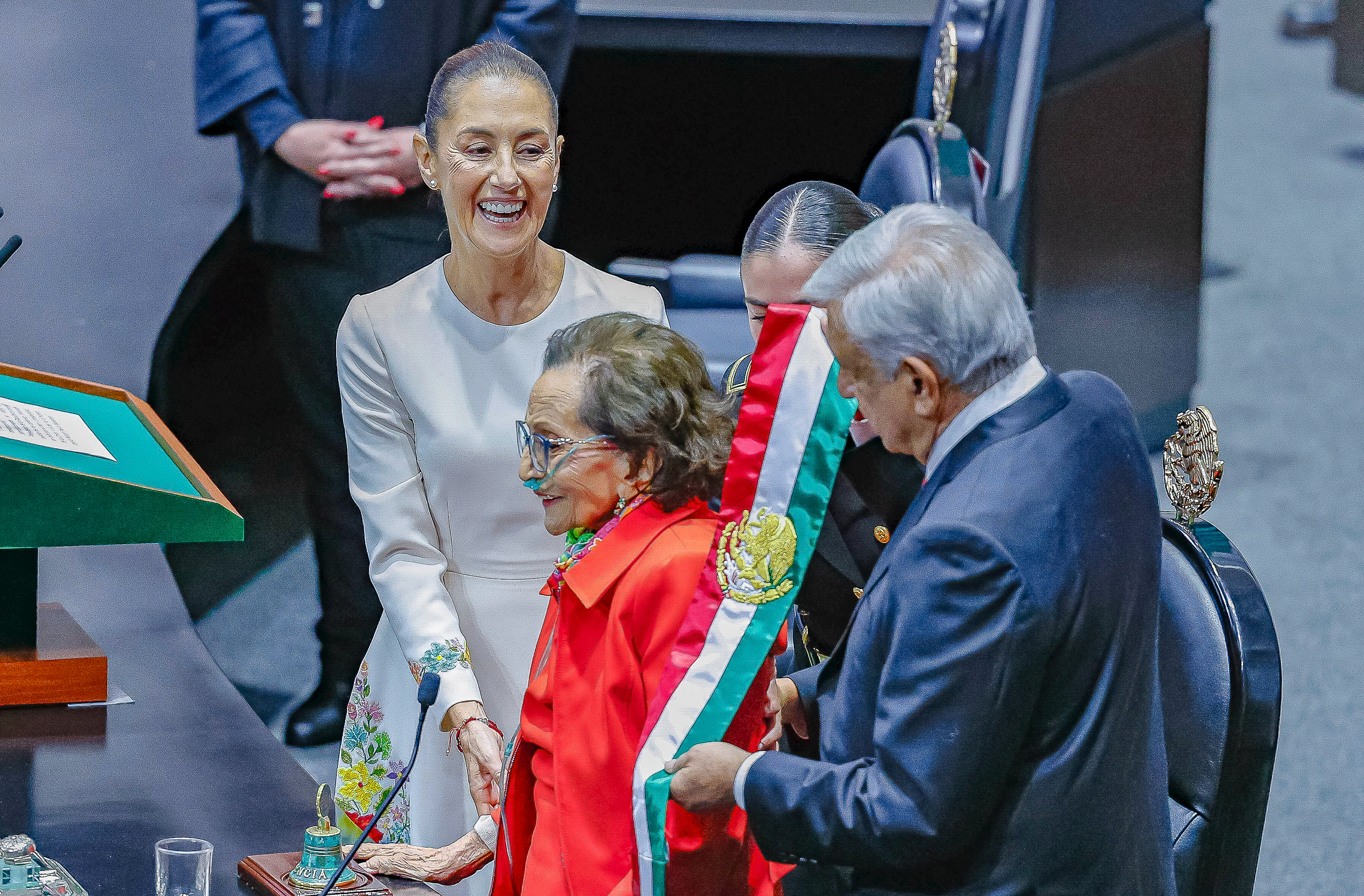
クラウディア・シェインバウム（左）の大統領就任式を主催するマルティネス（中央）。右の人物はアンドレス・マヌエル・ロペス・オブラドール前大統領

イフィジェニア・マルタ・マルティネス・イ・エルナンデス（スペイン語: Ifigenia Martha Martínez y Hernández、1925年6月16日 - 2024年10月5日）は、メキシコ合衆国の経済学者、外交官、政治家。
2024年9月以降はメキシコ合衆国下院議長を務め、同年10月1日のクラウディア・シェインバウムの大統領就任式を主宰した。
シェインバウムの大統領就任式から4日後の同年10月5日に死去。99歳没。